# Língua lapônica de Ter
O lapônico de Ter é uma língua lapônica, que na atualidade possui apenas 2 falantes nativos (dado de 2017).

## História
No fim do século XIX, havia seis vilas "lapônicas de Ter" na parte oriental da península de Kola, com uma população total de aproximadamente 450 pessoas. Atualmente há aproximadamente 100 lapônica de Ter (etnicamente), deos quais seis idosos falam a língua; os outros nativos substituiram sua língua para o russo.
O rápido declínio no número de falantes foi causado durante o processo de coletivização soviético, pois nesse tempo o uso da língua foi proibido nas escolas e repousos nos anos 1930.

## Documentação
Não há nenhum material educacional ou facilidade no lapônico de Ter, e a língua não tem nenhuma ortografia padronizada e estabelecida.